# Johannes Freumbichler
Johannes Capistran Freumbichler (ur. 22 października 1881 w Henndorf, zm. 11 lutego 1949 w Salzburgu) – austriacki pisarz, dziadek Thomasa Bernharda, wywarł wielki wpływ na rozwój wnuka.

## Życiorys
Urodził się 22 października 1881 roku w chłopskiej rodzinie sklepikarza z Henndorf. Szybko porzucił szkołę i wyjechał za pracą do Saksonii, Turyngii, Szwajcarii, Południowego Tyrolu i Bawarii. Od 1902 roku był związany z późniejszą żoną Anna Bernhard, która porzuciła dla niego męża i dwoje dzieci. Z tego związku Freumbichler miał troje dzieci, z których dorosłości dożyli Herta (matka Thomasa Bernharda) i Harald Rudolf.
Między 1913 i 1935 mieszkał z rodziną w Wiedniu. Kiedy partnerka (i z czasem także córka) zaczęła pracę jako gosposia i niania, zaczął z umiarkowanym sukcesem pisać i publikować swoje prace, pisał głównie o austriackiej wsi. Od 1931 roku pod jego opieką mieszkał wnuk, któremu zastępował ojca i dla którego stał się głównym, a według samego Bernharda jedynym, wzorem do naśladowania. Na jego osobowości wnuk skonstruował wiele postaci ze swojej twórczości. W 1935 roku rodzina przeniosła się w rodzinny region, do Flachgau, a następnie do Seekirchen. W tym okresie Freumbichler odniósł pierwszy sukces literacki dzięki swojej powieści Philomena Ellenhub (1937). W tym samym roku Freumbichler został laureatem Wielkiej Austriackiej Nagrody Państwowej w dziedzinie Literatury. W kolejnym roku wydał Geschichten aus dem Salzburgischen oraz Atahuala oder Die Suche nach einem Verschollenen.
W tym samym roku ożenił się ze swoją partnerką (wcześniej było to niemożliwe z przyczyn ekonomicznych). Od 1939 do 1946 roku para mieszkała w Traunsteinie w Bawarii. W 1942 roku jego powieść Auszug und Heimkehr des Jodok Fink była dystrybuowana wśród żołnierzy na froncie. W 1946 roku para wróciła do Salzburga, odtąd aż do śmierci Freumbichler pracował nad poezją i powieścią Eling. Das Tal der sieben Höfe.
Pod koniec życia ciężko zachorował, przebywał w salzburskim szpitalu, dzieląc oddział z również ciężko chorującym wówczas wnukiem. Zmarł 11 lutego 1949 roku i został uroczyście pochowany na koszt miasta Salzburga. Jego śmierć była dla Bernharda traumatyczna i przeżył ją mocniej niż mającą miejsce rok później śmierć matki.